# Bataille de Château-Thierry (1918)
Pour les articles homonymes, voir Bataille de Château-Thierry.
Première Guerre mondiale
Batailles
Front d'Europe de l’Ouest
- Liège (8-1914)
- Namur (8-1914)
- Frontières (8-1914)
- Anvers (9-1914)
- Grande Retraite (9-1914)
- Marne (9-1914)
- Course à la mer (9-1914)
- Yser (10-1914)
- Messines (10-1914)
- Ypres (10-1914)
- Givenchy (12-1914)
- 1re Champagne (12-1914)
- Hartmannswillerkopf (1-1915)
- Neuve-Chapelle (3-1915)
- 2e Ypres (4-1915)
- Colline 60 (4-1915)
- Artois (5-1915)
- Festubert (5-1915)
- Quennevières (6-1915)
- Linge (7-1915)
- 2e Artois (9-1915)
- 2e Champagne (9-1915)
- Loos (9-1915)
- Verdun (2-1916)
- Redoute Hohenzollern (3-1916)
- Hulluch (4-1916)
- 1re Somme (7-1916)
- Fromelles (7-1916)
- Arras (4-1917)
- Vimy (4-1917)
- Chemin des Dames (4-1917)
- 3e Champagne (4-1917)
- 2e Messines (6-1917)
- Passchendaele (7-1917)
- Cote 70 (8-1917)
- 2e Verdun (8-1917)
- Malmaison (10-1917)
- Cambrai (11-1917)
- Bombardements de Paris (1-1918)
- Offensive du Printemps (3-1918)
- Lys (4-1918)
- Aisne (5-1918)
- Bois Belleau (6-1918)
- 2e Marne (7-1918)
- 4e Champagne (7-1918)
- Château-Thierry (7-1918)
- Le Hamel (7-1918)
- Amiens (8-1918)
- Cent-Jours (8-1918)
- 2e Somme (9-1918)
- Bataille de la ligne Hindenburg
- Meuse-Argonne (10-1918)
- Cambrai (10-1918)

Front italien
Front d'Europe de l’Est
Front des Balkans
Front du Moyen-Orient
Front africain
Bataille de l'Atlantique
La bataille de Château-Thierry eut lieu le 18 juillet 1918 et fut un des premiers affrontements auquel participa l'American Expeditionary Force (AEF) sous les ordres du général Pershing. Elle se déroula dans le cadre de la Première Guerre mondiale et plus précisément dans la seconde bataille de la Marne, qui débuta par une offensive allemande, lancée le 15 juillet contre ces troupes nouvellement arrivées sur le front, l'AEF américain.

## Déroulement de la bataille
Le 18 juillet 1918, les forces françaises et américaines situées entre Fontenoy et Château-Thierry lancèrent une contre-offensive (batailles du Soissonnais et de l'Ourcq) sous les ordres du commandant suprême des forces Alliées, le général Ferdinand Foch — qui sera promu par la suite maréchal de France pour avoir remporté la seconde bataille de la Marne — et détruit les positions allemandes. 

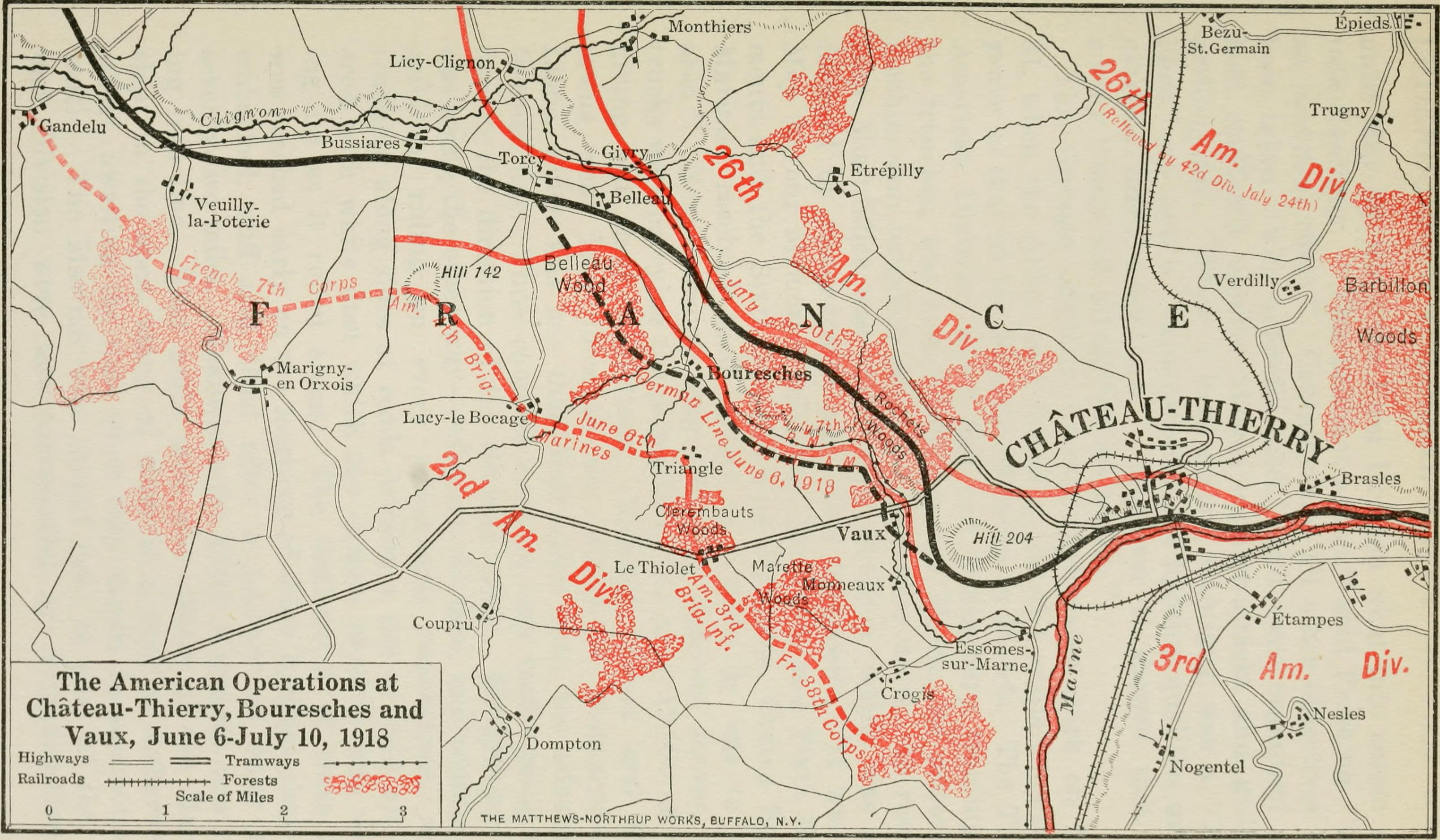
En carte.

Cet assaut sur un front de 40 kilomètres de large était le premier du genre lancé depuis un an. L'armée américaine se distingua tout particulièrement dans les régions autour de Soissons et Château-Thierry. Les forces alliées, VIe Armée et Xe Armée épaulées par le 22e corps d'armée, le 2e corps de cavalerie, 700 batteries d'artillerie, 500 chars d'assaut et 67 escadrilles.  
Ils lancèrent leur attaque à 4 h 45 du matin prenant les Allemands par surprise. En effet, les Alliés n'avaient effectué aucun bombardement préliminaire pour détruire les pièces d'artillerie, comme il était de coutume, mais avaient appliqué à la perfection la technique du feu roulant qui nécessite beaucoup de précision. À midi, les villages de Dammard, Belleau, Troesnes, Villers-Hélon sont enlevés par les troupes françaises. À gauche, la division marocaine (Zouaves, Tirailleurs, Légion) a dépassé Chaudun, et les Américains s’emparent de Vierzy.
Le 19 juillet, la VIe armée enlève Neuilly-Saint-Front et conquiert le plateau de Priez. Le 21 juillet, Degoutte entre dans Château-Thierry, refoulant à travers le Tardenois les divisions allemandes de Max von Boehn. Au soir du 21, la VIe Armée  a progressé d’une dizaine de kilomètres et la ligne de ses avant-gardes passe près d’Hartennes et d’Oulchy-le-Château qui tient toujours, au-delà de Grisolles, de Bézu-saint-Germain et d’Epieds.

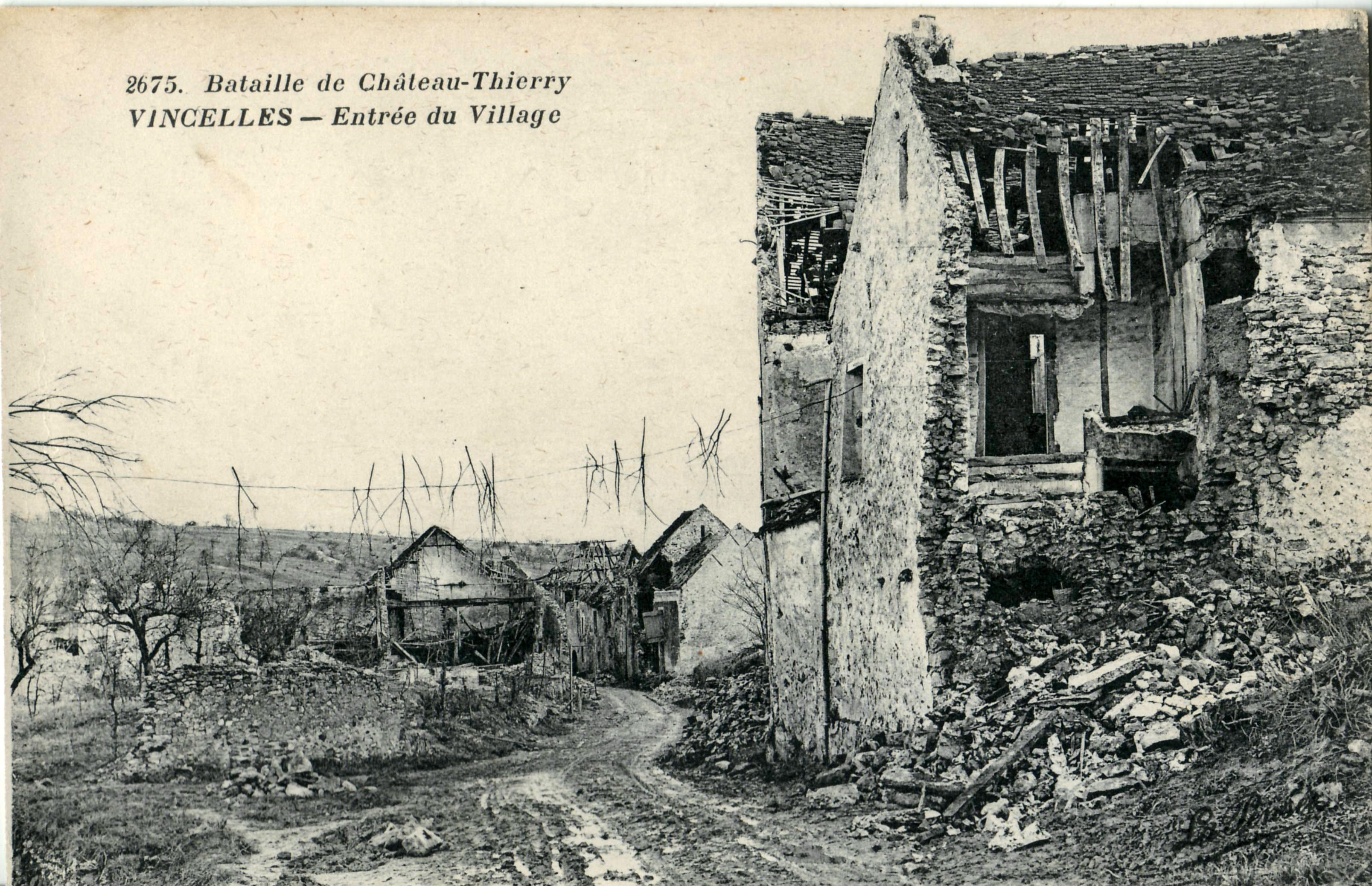
Ruines du village de Vincelles après la bataille

## Mémoire

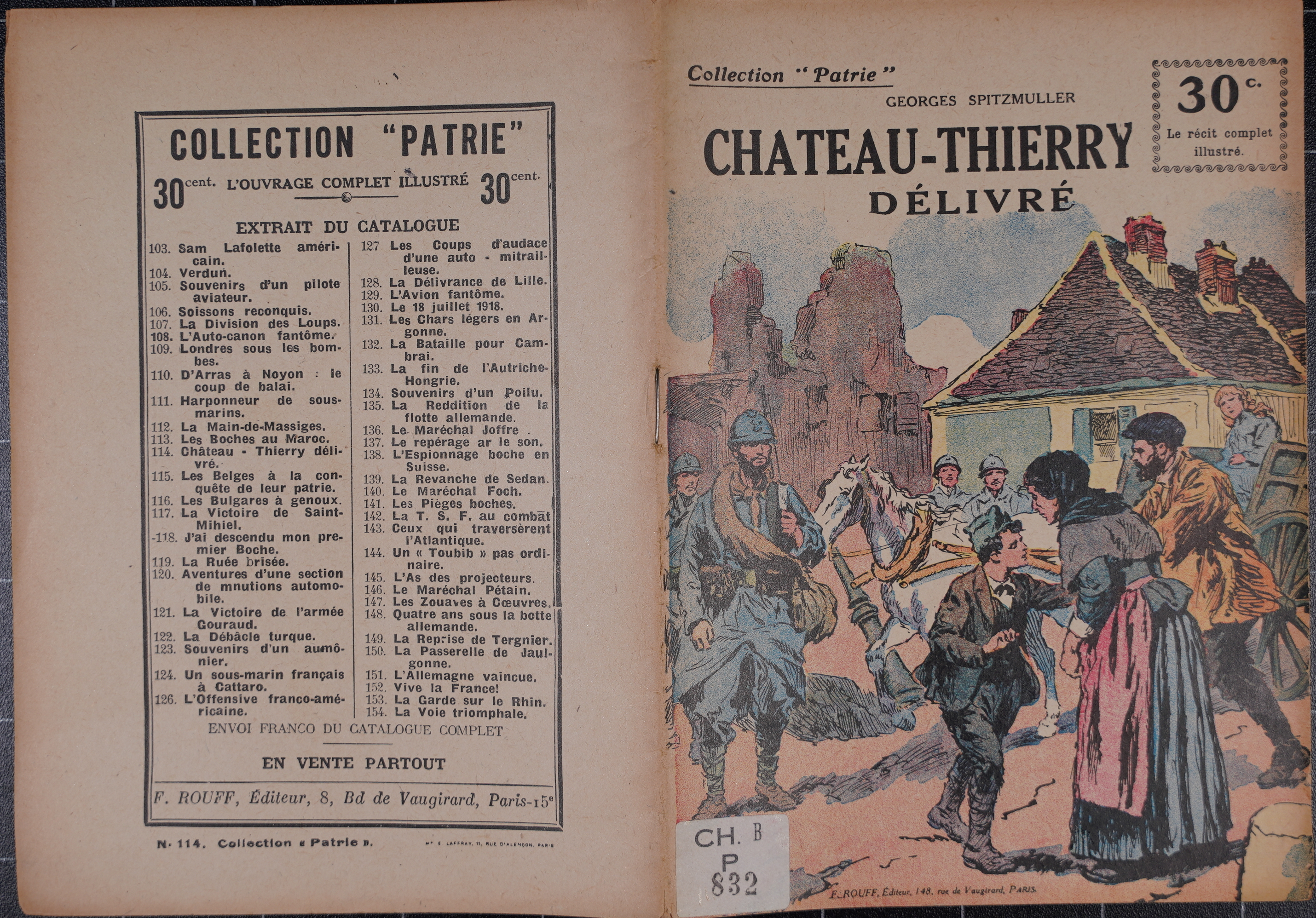
Dans la Collection Patrie.
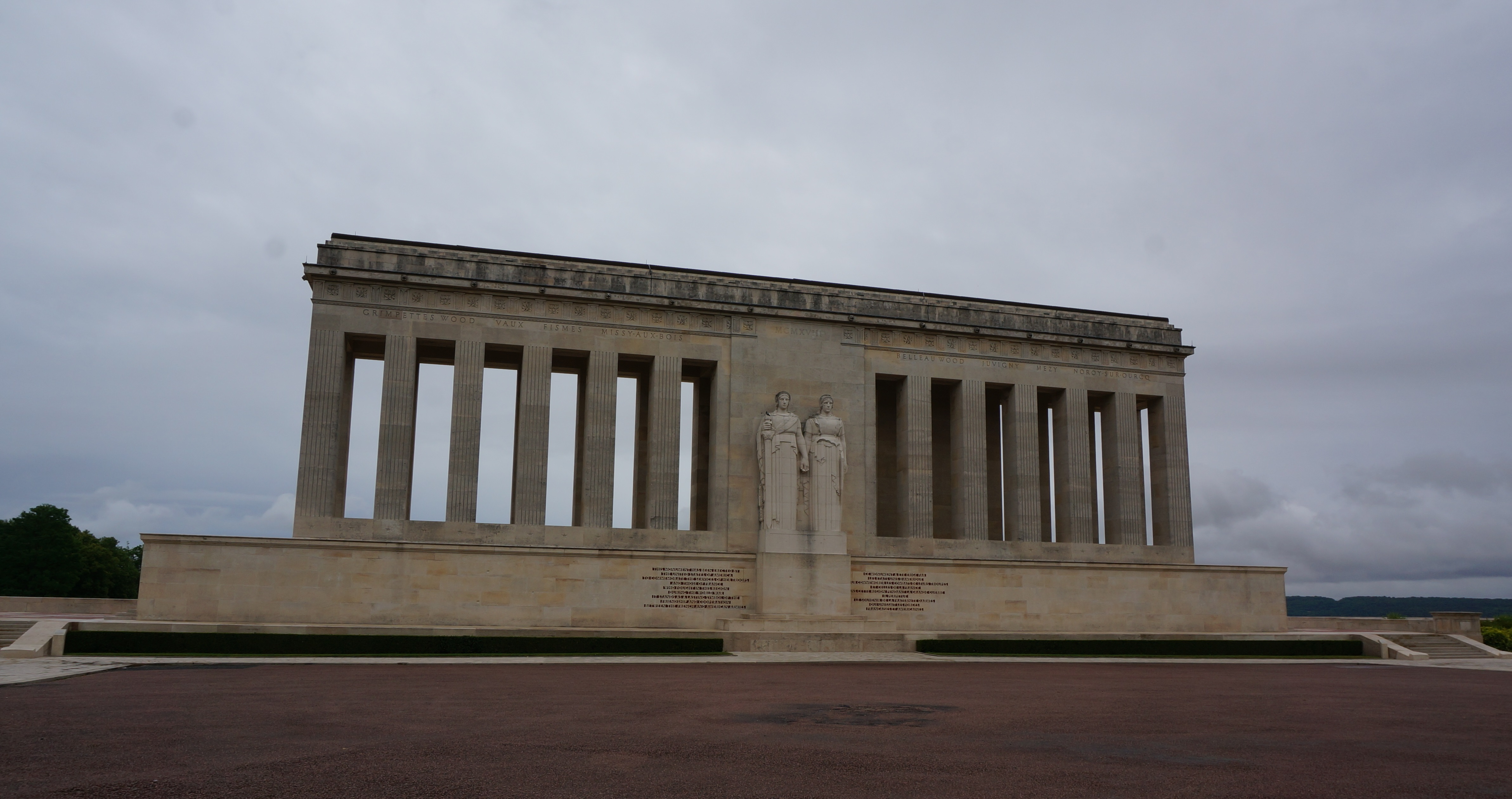
Par le Monument américain de Château-Thierry.